# Patrick Fabionn Lopes
Patrick Fabionn Lopes (Muriaé, 1980. augusztus 20. – São Paulo, 2016. április 25.), egyszerűen Patrick, brazil labdarúgóhátvéd.